# Tenness
Tenness (englisch Tennessine) ist ein künstlich erzeugtes chemisches Element mit dem Elementsymbol Ts und der Ordnungszahl 117. Im Periodensystem steht es in der 17. IUPAC-Gruppe und gehört damit zu den Halogenen. Es wurde im Jahre 2010 am Kernforschungszentrum Dubna bei Moskau erstmals künstlich erzeugt. Der Name leitet sich vom US-Bundesstaat Tennessee ab, in dem das Oak Ridge National Laboratory, Erzeuger des Vorprodukts Berkelium, liegt.

## Geschichte und Synthese

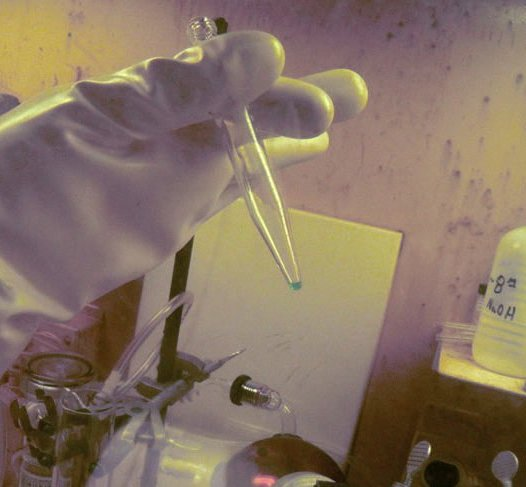
Die Berkeliumprobe für die Synthese von Tenness (in gelöster Form)

Tenness wurde im Jahre 2010 durch den Beschuss von Berkelium (249Bk) mit dem Nuklid Calcium (48Ca) erzeugt. Dazu wurde im Jahre 2009 im Oak Ridge National Laboratory in einer 250-Tage-Bestrahlung eine 22-Milligramm-Probe von Berkelium (249Bk) hergestellt. Nach einigen Verarbeitungsschritten wurde sie im Vereinigten Institut für Kernforschung (JINR), Dubna, Russland, im U400-Zyklotron für 150 Tage mit Calciumatomen (48Ca) beschossen. Dies führte zu den ersten wenigen Atomen der Tenness-Isotope 293Ts und 294Ts. Diese Synthese war ein Höhepunkt der russisch-amerikanischen Zusammenarbeit zwischen JINR und Lawrence Livermore National Laboratory bei der Synthese der Elemente 113 bis 118, die 1989 gestartet wurde.
Die Zerfallszeiten liegen bei 14 ms für das leichtere Isotop 293 und 78 ms für das schwerere 294.
Tenness-294 wurde im Jahr 2014 auch am GSI Helmholtzzentrum für Schwerionenforschung in Darmstadt nachgewiesen.

## Namensgebung
Nach der Entdeckung bekam das Element zunächst den systematischen Namen Ununseptium (chemisches Symbol Uus), eine Bildung aus lateinisch unum für ‚eins‘ und lateinisch septem für ‚sieben‘, entsprechend der Ordnungszahl 117. Es wurde auch als Eka-Astat bezeichnet, zusammengesetzt aus Sanskrit एक eka für ‚eins‘ und Astat, mit Bezug auf seine Einordnung im Periodensystem, eine Stelle unterhalb des Astats.
Am 30. Dezember 2015 wurde die Entdeckung des Elements von der IUPAC offiziell anerkannt und den beteiligten Instituten, dem Joint Institute for Nuclear Research Dubna, Russland, dem Lawrence Livermore National Laboratory, Kalifornien, USA und dem Oak Ridge National Laboratory, Tennessee, USA, das Recht auf Namensgebung zugesprochen. Am 8. Juni 2016 gab die IUPAC bekannt, dass für das Element der englische Name Tennessine (Ts) vorgeschlagen wurde, die Widerspruchsfrist dazu endete am 8. November 2016. Am 30. November 2016 wurde die endgültige Namensvergabe veröffentlicht.
Da im Deutschen die englische Endung -ine für Elemente nicht üblich ist und die entsprechende deutsche Endung -in zumindest für die übrigen Halogene veraltet ist, wurde von einer von der IUPAC eingesetzten Expertenrunde im April 2017 beschlossen, dass der deutsche Name des Elements 117 Tenness lauten soll, mit Betonung auf der ersten Silbe.

## Eigenschaften
Aufgrund der kurzen Halbwertszeit ist die Analyse der chemischen Eigenschaften bisher noch nicht möglich. Das Element wurde bisher nur indirekt anhand seiner Zerfallsprodukte nachgewiesen.

## Sicherheitshinweise
Es gibt keine Einstufung nach der CLP-Verordnung oder anderen Regelungen, weil von diesem Element nur wenige Atome gleichzeitig herstellbar sind und damit viel zu wenige für eine chemische oder physikalische Gefährlichkeit.